# Villamagna (Volterra)
Villamagna è una frazione del comune italiano di Volterra, nella provincia di Pisa, in Toscana.

## Geografia fisica
La frazione di Villamagna comprende quella porzione di territorio del comune di Volterra posta a nord-ovest, oltre il torrente Capriggine che si immette nel fiume Era presso la località Molino d'Era.
Il borgo è situato a circa 15 km dal capoluogo comunale e circa 60 km da Pisa.

## Storia
La prima menzione di Villamagna risale al gennaio 780 quando un mercante longobardo nativo del borgo, ma residente a Pisa, donò alcuni suoi beni alla badia del Palazzuolo di Monteverdi Marittimo. Storico dominio dei Cavalcanti, questi ultimi furono costretti nel maggio 1199 a cedere i propri diritti sul castello e sul borgo ai consoli del comune di Volterra.
Nel 1530 il borgo fu saccheggiato dalle milizie fiorentine comandate da Alessandro Vitelli, e poco dopo fu colpito da una grave epidemia di peste bubbonica che decimò la popolazione.

## Monumenti e luoghi d'interesse

### Architetture religiose
- Pieve dei Santi Giovanni Battista e Felicita[4]
- Oratorio della Madonna della Neve[4]

### Architetture civili
- Fattoria di Vicarello, in località Vicarello[6]
- Villa Maffei (XVI secolo), in località San Donnino[7]